# Dîkovînî, Horohiv
Dîkovînî (în ucraineană Диковини) este un sat în comuna Merva din raionul Horohiv, regiunea Volînia, Ucraina.

## Demografie
Componența lingvistică a localității Dîkovînî
     Ucraineană (99,38%)
     Alte limbi (0,62%)
Conform recensământului din 2001, majoritatea populației localității Dîkovînî era vorbitoare de ucraineană (99,38%), existând în minoritate și vorbitori de alte limbi.